# Bukit Sama
Bukit Sama is een bestuurslaag in het regentschap Aceh Tengah van de provincie Atjeh, Indonesië. Bukit Sama telt 422 inwoners (volkstelling 2010).